# Borre (Nord)
Borre település Franciaországban, Nord megyében. Lakosainak száma 564 fő (2022. január 1.). Borre Caëstre, Vieux-Berquin, Hazebrouck és Pradelles községekkel határos.

## Népesség
A település népességének változása:
| Lakosok száma | 595  | 614  | 615  | 591  | 580  | 578  | 575  | 576  | 564  |
|               | 2013 | 2015 | 2016 | 2017 | 2018 | 2019 | 2020 | 2021 | 2022 |